# 기관단총

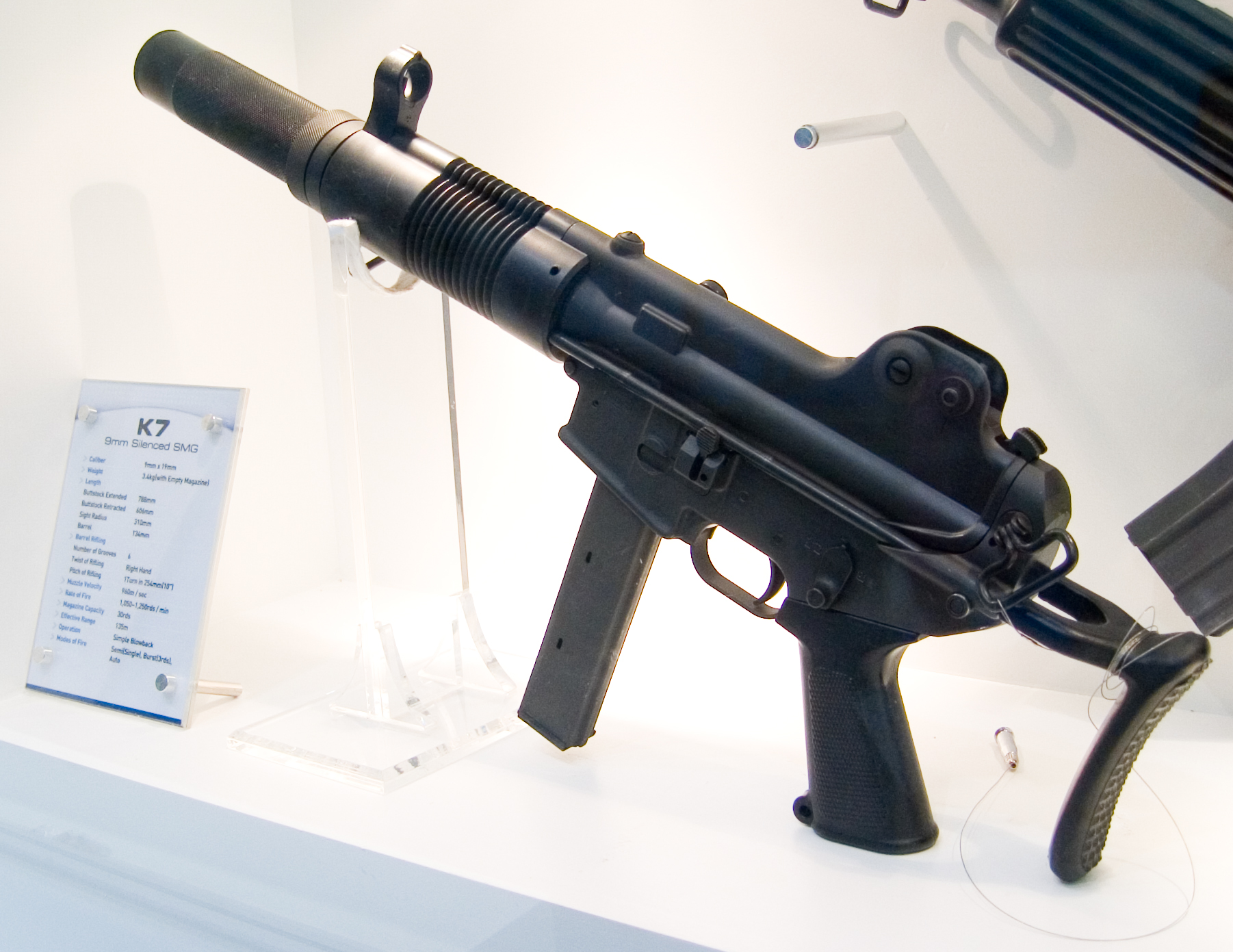
K7 소음기관단총

기관단총(機關短銃; 영어: sub-machine gun; SMG 서브머신건[*]; 독일어: maschinenpistole; MP 마쉬넨피스톨레[*], 러시아어: Пистолет-пулемёт; ПП(PP) 피스딸레뜨 풀레묘뜨[*])은 권총탄을 사용하는 완전자동 사격이 가능한 자동화기를 총칭한다.
가끔씩 매우 짧은 돌격소총이나 카빈을 기관단총이라 부르는 경우가 있다. 
이런 예로는 223 레밍턴탄을 사용하는 K1A 기관단총, 모델 607 CAR-15 코만도 모델 기관단총(Model 607 CAR-15 Commando Model Submachine Gun) 등이 있다. 
하지만 M4 카빈, AKS-74U를 돌격소총으로 분류하는 것에서 볼 수 있듯, 이러한 명명법은 널리 받아들여지지 않는다.

## 개요
현대의 기관단총이 사용하는 권총탄으로는 9×19mm 패러벨럼탄이 가장 흔하고, .45 ACP(약 11.4mm)탄을 사용하는 경우도 종종 있다. 
벨기에의 FN사는 5.7 × 28 mm 탄을 사용하는 P90 기관단총과 FN 파이브-세븐을 개발하기도 하였다. 
5.7 × 28 mm 탄(SS190 시리즈)은 기존의 권총탄(9mm 패러벨럼이나 .45ACP)보다 현저히 높은 방탄복 관통력을 지녔다.
기관단총과 자동권총의 차이점은 완전자동 사격 가능한가의 여부와 슬라이드의 존재 여부이다. 
기관단총은 완전자동 사격이 가능하고 슬라이드가 없는 데 반해, 권총은 반자동 사격만 가능하고 슬라이드를 가지고 있다. 반자동 권총을 바탕으로 설계된, 완전자동 사격 혹은 점사가 가능한 권총(글록 18, 베레타 93R)들은 보통 기관권총으로 분류한다.

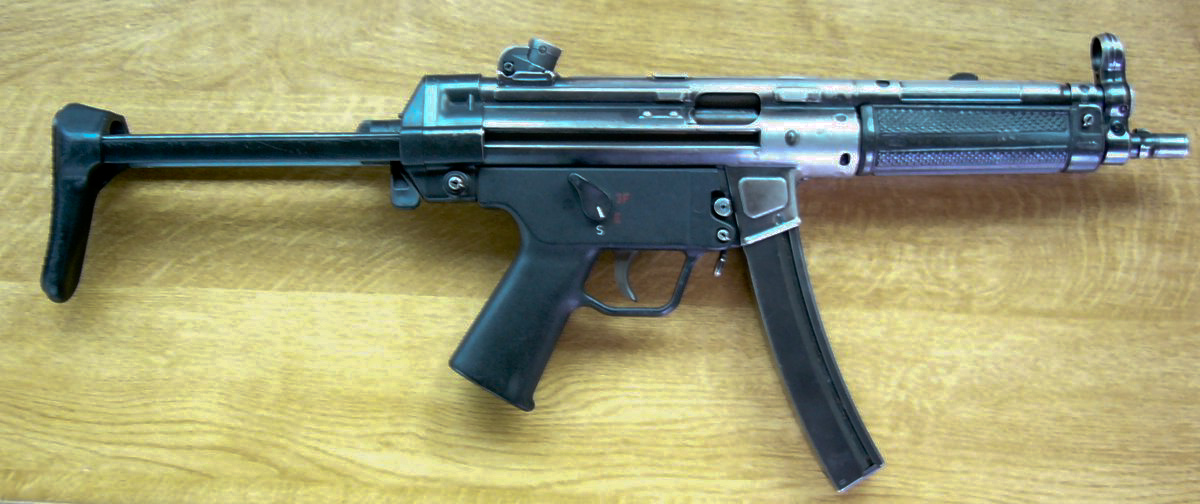
독일 헤클러&코흐 사의 MP5A3 기관단총

많은 기관단총과 권총의 외형적인 차이점으로 별도의 탄창 삽입구 존재여부가 있다. 
대부분의 권총은 방아쇠와 연결된 권총 손잡이 부분에 탄창이 들어가나, 많은 기관단총은 권총 손잡이와 별도로 탄창 삽입구를 앞쪽에 가진다. 
하지만 우지 기관단총, Steyr MPi 69, HK MP7 등 몇몇 기관단총은 권총 손잡이에 탄창이 들어간다.
기관단총은 권총 탄을 사용하는 관계로 소총에 비해 여러 면에서 떨어진다. 
사거리가 짧고 한발 한발의 저지력이 약하다. 
그러나 같은 권총탄을 사용하더라도 총열이 길고 무겁기 때문에 권총에 비해선 유효 사거리가 길고, 자동 사격시 자동소총 보다 반동이 적어 집탄성이 좋다. 
또한 관통력이 약하기 때문에 뜻하지 않은 사상자가 발생할 가능성이 비교적 적다. 
이러한 장점 때문에 기관단총은 주로 실내에서 대테러임무를 수행하는 특수부대나 SWAT(경찰특공대)에서 애용되고 있다.
9mm 권총탄은 소총탄보다 지름은 굵지만 탄의 전체 길이는 절반 정도에 불과하다. 
그만큼 탄두를 밀어낼 힘을 결정하는 화약의 양이 적어 추진력이 적은 관계로 소총탄보다 위력 면에서 떨어진다. 최근 들어서는 방탄복의 발전으로 권총탄의 위력 부족 문제가 제기되고 있다. 
9mm 권총탄의 위력 부족 문제로 최근 미국에서는 45 ACP(약 11.4mm)탄을 사용하는 권총에 대한 수요가 다시 늘고 있으며, .45 ACP탄을 사용하는 기관단총이 주목받고 있다. 
또한, FN사의 5.7 × 28 mm이나 헤클러&코흐사의 4.6 × 30 mm 같은 방탄복 관통 능력이 있는 탄이 개발되었다.

## 역사

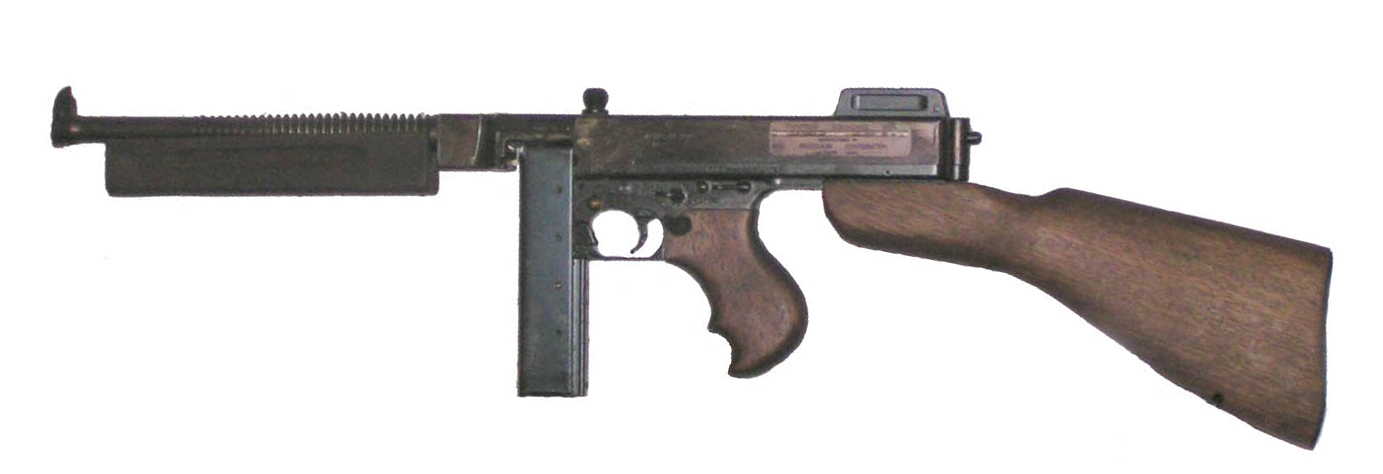
톰슨 M1928 기관단총

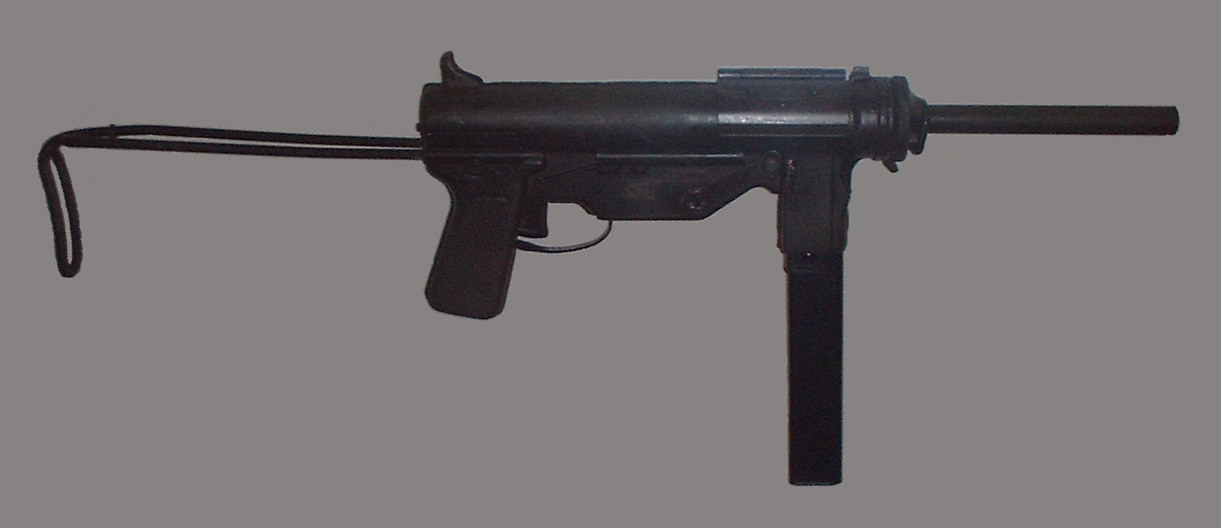
M3 그리스건

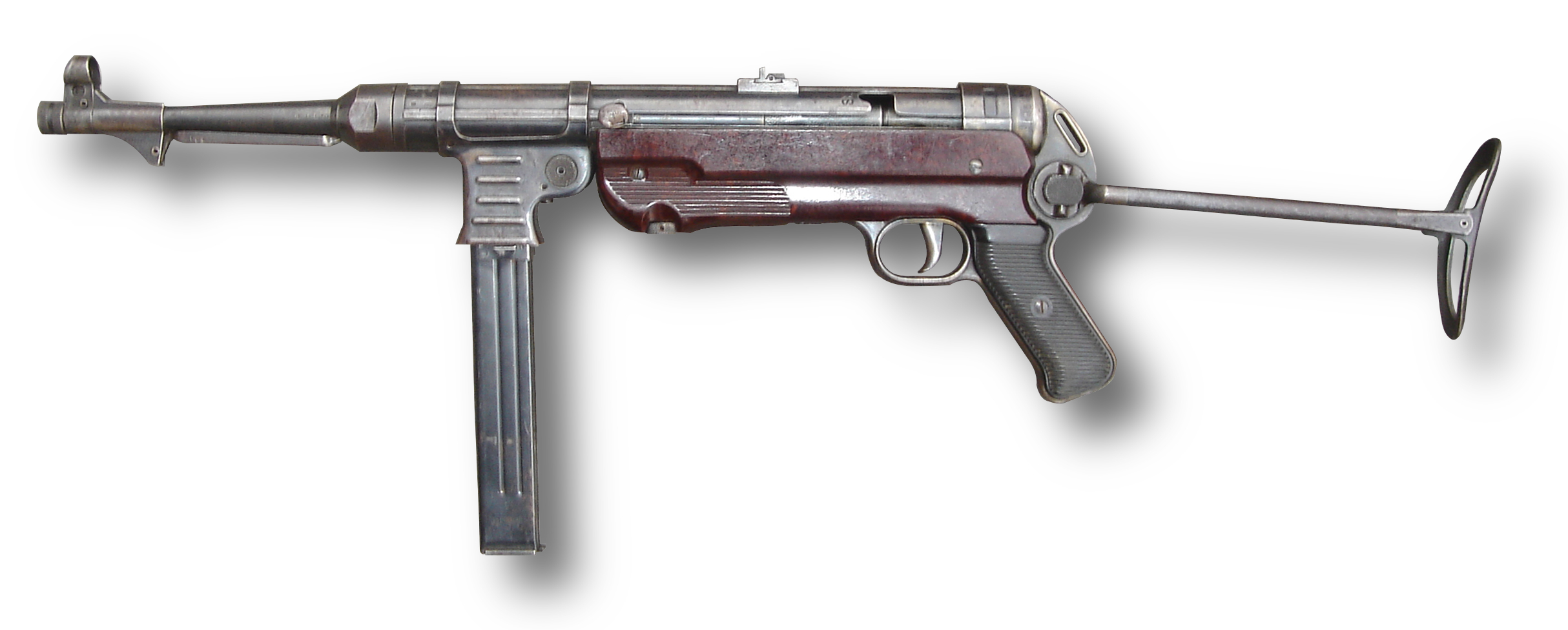
MP40

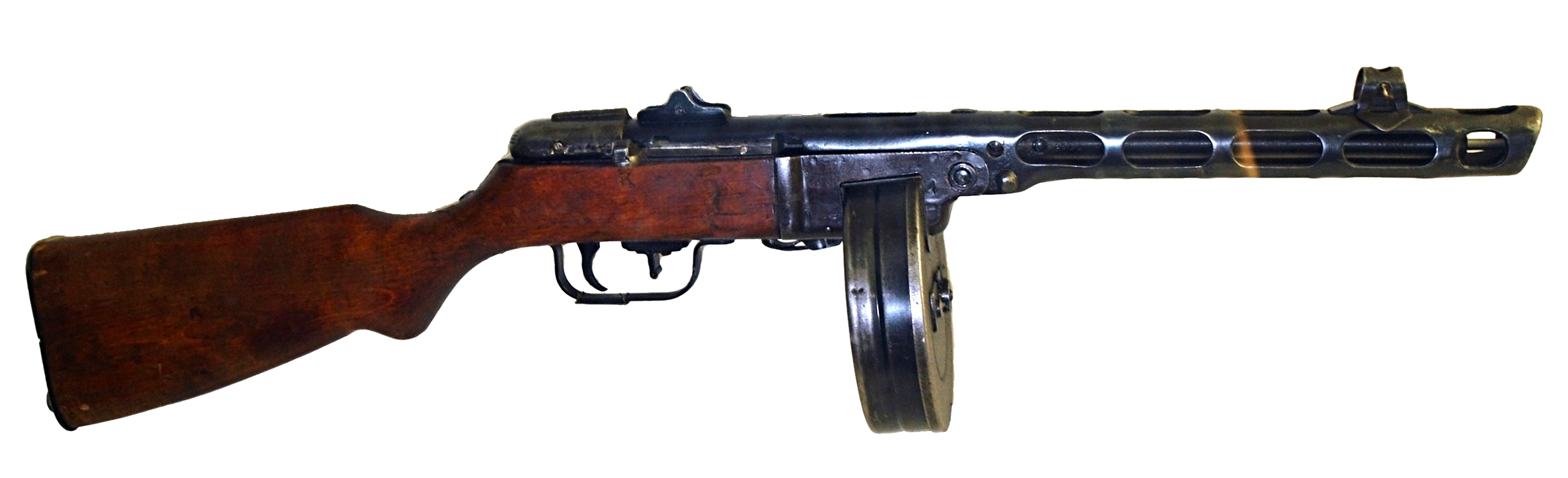
PPSh-41

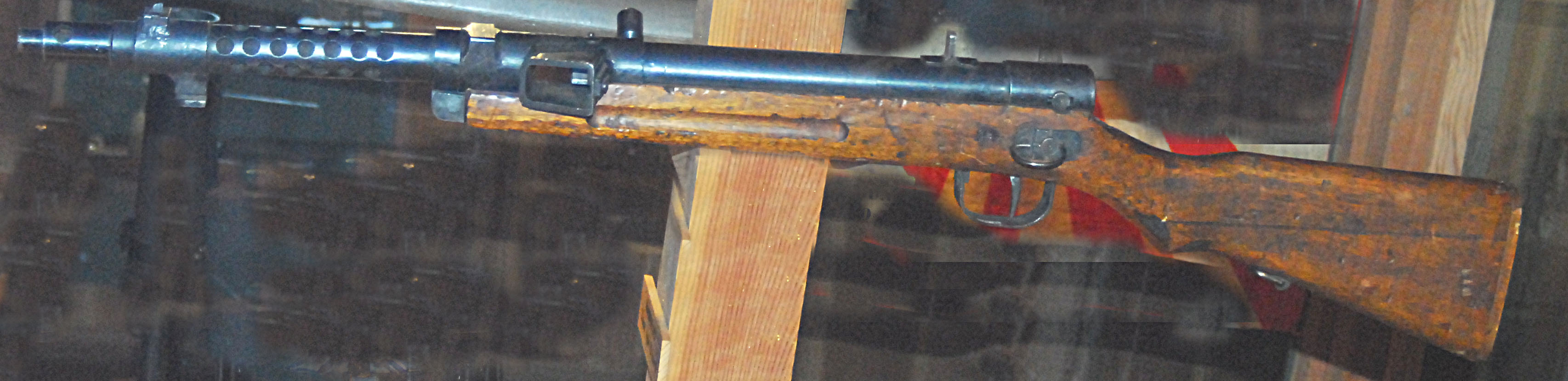
100식 기관단총

기관단총의 실질적인 시작은 짧은 거리에서 다량의 총탄을 퍼부을 필요가 제기된 제1차 세계 대전의 참호전에서 비롯되었다. 
세계 최초로 실전 투입된 독일의 'MP18' 기관단총은 5발 탄창을 가진 볼트액션식 소총으로만 싸우던 당시 참호전에서 엄청난 위력을 발휘하였다. 
연합군이 얼마나 충격을 받았는지는 베르사유 조약에서 탄띠식 기관총과 함께 기관단총도 보유를 금지한 것에서 미루어 짐작할 수 있을 것이다.
제1차 세계 대전 전후에도 세계 각국은 계속 기관단총 개발을 추진했다. 
이 중에서 가장 성공적인 작품은 미국의 '톰슨 기관단총'과 핀란드의 '수오미 기관단총', 독일의 'MP38'이다. 
45 ACP탄 사용 톰슨 기관단총은 종전 후 미국의 국방예산 감축으로 군에는 채택되지 못하고 마피아가 애용하였다(덕분에 시카고 타이프라이터라는 별명을 얻었고, 영국은 이 이미지 때문에 기관단총을 개발하지 않았다가 됭케르크 철수 후에 급히 미국제 톰슨을 구매하고 스텐 기관단총을 개발하게 된다). 
1920년대에서 1930년대까지만 해도 고작 몇 천정만이 제작되었으나 2차 세계대전을 맞아 미군의 제식 화기로 채택됨에 따라 (주로 장교, 부사관 들이 사용) 곧 개량형까지 포함하여 수십만 정이 생산되었으며, 상당수가 연합군에 공여되었다(중국군에 공여된 일부 톰슨은 한국 전쟁 당시 중공군이 사용하기도 했다).
핀란드제 수오미 기관단총은 겨울 전쟁에서 소련군에게 기관단총의 중요성을 다시금 일깨워주었고, 'PPSH-41'의 개발에도 영향을 주었다. 독일의 MP38은 전금속제의 기관단총으로 가장 성공한 모델이었다. 
첨부된 사진에서도 보이듯 톰슨이나 수오미, MP18 등 초기 기관단총은 마치 소총처럼 개머리판을 갖고 있었는데, 이 개머리판은 나무로 만든 것이었다. 
따라서 생산성에 지장을 줄 수밖에 없었는데, MP38 이후에 개발된 기관단총은 모두 철판프레스 가공방식으로 만든 전금속제로 개발되어 이 문제를 해결하였다.
제2차 세계 대전 중에도 값싸게 대량 생산할 수 있는 중요한 화기로 취급된 기관단총은 전쟁 중에도 개발이 이루어져 미국은 'M3 그리스건'을, 소련은 PPSH41과 'PPSH43'을, 영국은 '스텐 기관단총', 독일은 MP-38의 개량형인 'MP-40'등을 대량생산하여 실전에서 사용하였다.
제2차 세계 대전 종전 후에 돌격소총의 등장으로 기관단총은 과거와 같은 지위는 잃었다. 
그러나 여전히 대테러부대용으로는 효과적으로 쓰이고 있다. 
가장 유명한 것은 독일 'MP5' 시리즈이며, 스웨덴의 속칭 '스웨디시 K', 제2차 세계대전 초기 영국과 같은 상황에 처했던 이스라엘도 '우지 기관단총'을 개발하였다.
1950년대~60년대까지 개발된 기관단총은 여전히 값싸게 대량생산이 가능하여 재빨리 많은 군인을 무장시키는 데 초점을 맞췄지만(우지 같은 경우가 특히 그랬는데, 명중률은 그 다음 문제였다), 클로즈드 볼트 격발 방식을 채용하여 초탄 명중률이 우수한 MP5의 등장과 1972년 뮌헨 올림픽의 검은 9월단 사건은 비교적 정밀한 명중률의 기관단총 수요를 늘렸고, 이를 계기로 독일제 MP5 시리즈가 서방 세계의 특수부대 대부분에서 제식화기로 채택되었다(이전에만 해도 인질의 안전은 지금처럼 중요하게 고려되지 않았었다).
한국의 대 테러 부대들도 MP5 시리즈를 많이 사용하는데, 일부는 K1A를 사용한다. 테러 진압 중 인질이 다칠 수도 있다는 점 때문에 비교적 관통력이 약한 기관단총을 주로 사용했던 것인데, 최근에는 소총탄의 관통력도 인질을 맞춰 인질을 다치게 할 정도의 수준이 아니라는게 알려지자 다른 국가들의 대테러부대들도 M4 카빈와 같은 단축형 돌격소총을 사용하는 사례가 늘고 있다.

## 현용 기관단총들

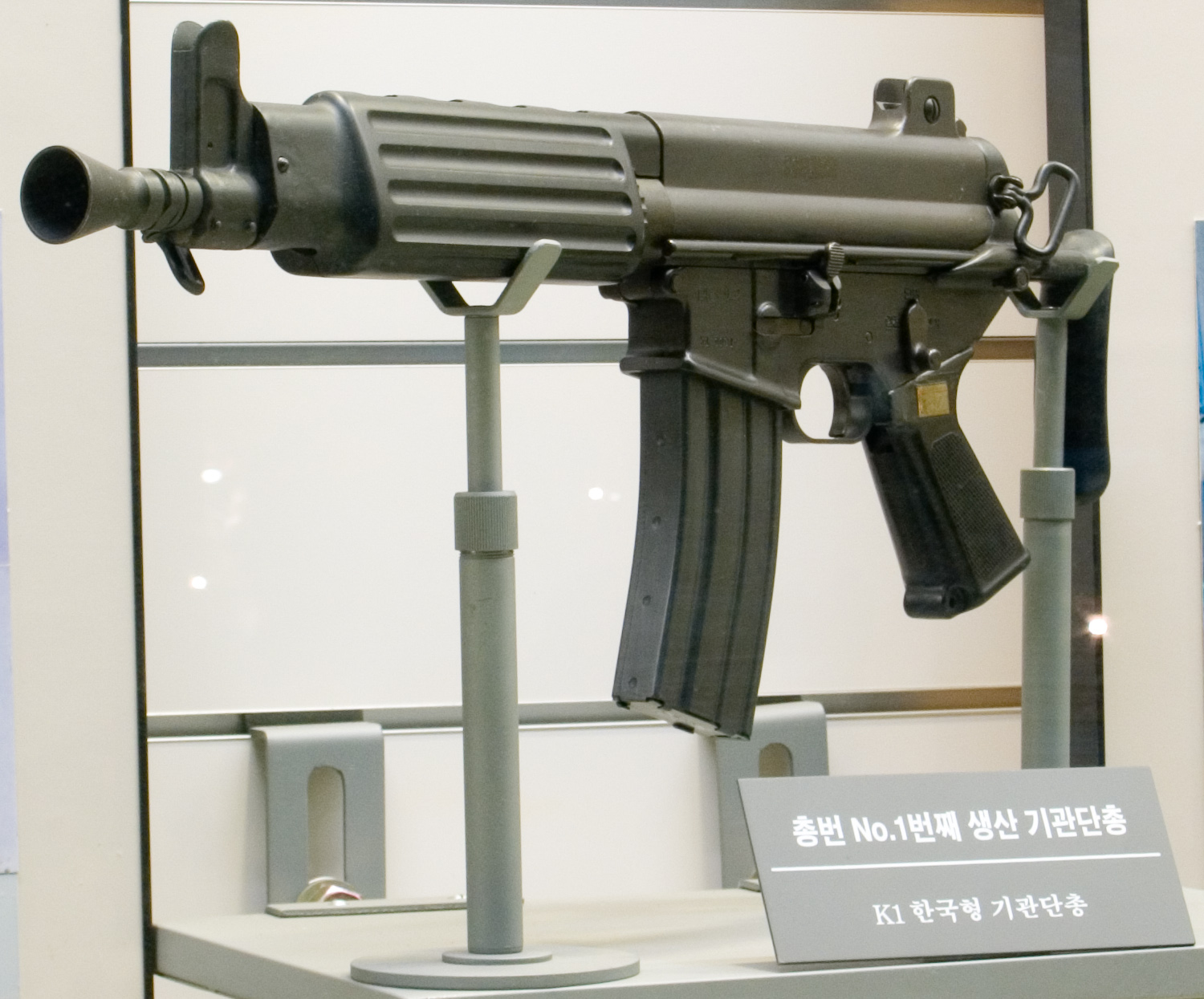
K1 기관단총

- K1A : 한국산. 5.56×45mm .223 레밍턴 (한국군 제식명칭 KM193) 소총탄을 쓰기 때문에 카빈으로 분류하는 경향이 있지만 한국군은 "기관단총"으로 구분한다. 사실 이 총이 개발된 원래 목적을 생각하면 이는 기관단총인 M3 그리스건을 대체할 목적으로 개발되었기 때문이다. 반면 한국의 경찰특공대 등에서는 창설 초기부터 K1A를 제식 기관단총으로 사용하였다. K1A이라는 명칭은 M16을 라이선스 생산하던것에서 벗어나 독자적인 기관단총을 개발했다는 의미를 살린것이다.
- P90 : 벨기에제. FN사에서 제작. 이 총을 위해 개발된 5.7 × 28 mm탄을 사용하여 방탄복 관통력이 뛰어나다. 주페루 일본 대사관 인질 사건 당시 처음 세상에 그 모습을 드러내어 그 특이한 생김새로 인해 총기 마니아와 군대 및 경찰에게 주목을 받은 총기이다.
- MP5 시리즈 : 독일제. 헤클러&코흐사에서 제작. 과거 대부분의 기관단총이 오픈 볼트방식이어서 초탄 명중률이 떨어졌으나, MP5는 클로즈드 볼트 방식을 사용하여 초탄 명중률이 매우 높다. 정밀도 및 신뢰성도 뛰어나 1970년대부터 수많은 특수부대나 대터러부대에서 채용하게 된다. 현재도 MP5가 많이 쓰이지만, UMP45(.45 ACP탄 사용)가 보다 강한 저지력을 바탕으로 MP5를 보완하는 역할로써 채용되고 있다. 그러나 G36K와 같은 단축형 소총(카빈)들로 인해 미래는 불투명하다.
- 우지 기관단총 : 이스라엘산. 우지엘 갈 소령이 제작했으며, 체코제 vz23을 대체하기 위해 만들어진 기관단총이며, 작동 방식은 오픈 볼트 (open bolt) 방식이고 분당 750 ~ 950 발 정도의 연사력을 가진다.
- 러시아도 AK 소총을 베이스로 한 여러 종류의 기관단총을 개발하여 사용 중이다.

## 추세
하지만 현재 기관단총은 점점 사용수가 줄어들고 있다. 
반동을 줄이기 위해 9mm권총탄을쓰기 때문에 살상력이 낮다는 평가를 받고있다. 
이러한 문제로인해 현재특수부대에서는 총열길이를 줄인 M4A1 CQBR등을 사용하고있는 추세이다.
| - 자동소총에 비해 무게가 가벼우므로 휴대가 용이하다. - 반동이 적어 고장 발생률이 낮다. - 명중률이 높다. | - 권총탄을 사용하기 때문에 파괴력이 약함(물론 권총탄의 종류에 따라 성격 · 성능은 천차만별). - 다른 총기류에 비해 양산성이 떨어진다. |

## 같이 보기
- 기관단총 목록